# Braunohr-Zwergspecht
Der Braunohr-Zwergspecht (Picumnus sclateri) ist eine Vogelart  aus der Gattung der Zwergspechte (Picumnus) aus der Familie der Spechte (Picidae).

Verbreitungsgebiet des Braunohr-Zwergspechtes

Der Vogel kommt in einem schmalen Bereich in Ecuador und im Nordwesten Perus vor. Die Art ist Subendemit (Near-endemic).

## Lebensraum
Der Lebensraum umfasst trockene Laubwälder, mit Kakteen und Gebüsch bestandene trockene Flächen sowie niedere Lagen feuchten Bergwaldes bis 1800 m.
Der Artzusatz bezieht sich auf Philip Lutley Sclater.

## Merkmale
Die Art ist 9–10 cm groß, wiegt zwischen 10 und 12 g, die Flügelspannweite beträgt 49–52 cm. Die Oberseite ist bräunlich-grau, Unterseite kräftig schwarz und weiß gebändert. Der Kopf hat eine schwarze Haube mit weißen Punkten, das Männchen hat darüber hinaus gelbe Flecken an der Stirn und auf der Kopfkappe. Die Iris ist kastanienbraun, der Schnabel ist schwarz, die Füße sind grau bis schwarz.
Der Vogel ähnelt dem Olivrücken-Zwergspecht (Picumnus olivaceus), der an der Oberseite weniger grau, dafür mehr olivfarben ist, auf der Unterseite keine Bänderung aufweist und feuchtere Waldgebiete bevorzugt. In der Region Tumbes überlappen sich die Lebensräume.

## Geografische Variation
Es werden folgende Unterarten anerkannt:
- P. s. parvistriatus (Chapman, 1921), – trockenes Buschland im Westen Ecuadors (Manabi bis Guayas)
- P. s. sclateri (Taczanowski, 1877), Nominatform – trockenes Buschland im Südwesten Ecuadors (El Oro und Loja) sowie im äußersten Nordwesten Perus
- P. s. porcullae (Bond, J, 1954), – trockenes Buschland im Nordwesten Perus (Zentralpiura bis Nordlambayeque)

## Stimme
Der Gesang des Männchens wird als
langsame, abfallende Folge von 3, seltener bis 7 Tönen „swee swee swee“ beschrieben, der Ruf ist ein einzelnes ansteigendes „swee“ und bei Ortswechseln ein stotterndes „tititi-swee“.

## Lebensweise
Die Nahrung besteht vermutlich aus Insekten, die eher bodennah gesucht werden. Die Art tritt meist einzeln, paarweise oder in kleinen Gruppen auf, ist auch Teil gemischter Schwärme.
Die Brutzeit liegt in Ecuador zwischen Juli und September, in Peru bereits ab Juni.

## Gefährdungssituation
Der Bestand gilt als „nicht gefährdet“ (least Concern).